# Dance for Me (Sisqó)
Dance for Me è un singolo del cantautore statunitense Sisqó, pubblicato il 12 luglio 2001 come secondo e ultimo estratto dal suo secondo album in studio Return of Dragon.

## Tracce
CD Maxi
1. Dance For Me (Radio/Clean Edit) – 4:09
2. Dance For Me (WV Remix) – 6:39
3. Dance For Me (G Club Vocal Remix) – 6:58
4. Dance For Me (G Club Dub) – 6:24

## Classifiche

### Classifiche settimanali
| Classifiche (2001) | Posizione massima |
| ------------------ | ----------------- |
| Australia          | 40                |
| Belgio (Fiandre)   | 52                |
| Belgio (Vallonia)  | 49                |
| Francia            | 91                |
| Germania           | 55                |
| Paesi Bassi        | 10                |
| Regno Unito        | 6                 |
| Svezia             | 31                |
| Svizzera           | 10                |

### Classifiche di fine anno
| Classifica (2001) | Posizione |
| ----------------- | --------- |
| Paesi Bassi       | 89        |
| Svizzera          | 73        |